# Glyphocarpa
Glyphocarpa là một chi rêu trong họ Bartramiaceae.